# Afrotyphlops blanfordii
Afrotyphlops blanfordii — вид змій родини сліпунів (Typhlopidae). Мешкає в Східній Африці. Вид названий на честь англійського натураліста Вільяма Томаса Бланфорда.

## Поширення і екологія
Afrotyphlops blanfordii мешкають в горах Ефіопії та Еритреї. Вони живуть на вологих і сухих луках Ефіопського нагір'я, трапляються в склерофільних рідколіссях і чагарникових заростях. Зустрічаються на висоті від 1000 до 2450 м над рівнем моря.